# Антипаюта
Антипаюта́ (рос. Антипаюта) — село у складі Тазівського району Ямало-Ненецького автономного округу Тюменської області, Росія. Адміністративний центр та єдиний населений пункт Антипаютинського сільського поселення.

## Географія
Розташоване на північному березі Тазівської губи, у гирлі річки Паюта.

### Клімат
Село знаходиться у зоні, котра характеризується континентальним субарктичним кліматом. Найтепліший місяць — липень із середньою температурою 12.1 °C (53.7 °F). Найхолодніший місяць — лютий, із середньою температурою -27.4 °С (-17.4 °F).
| Клімат Антипаюти        | Клімат Антипаюти | Клімат Антипаюти | Клімат Антипаюти | Клімат Антипаюти | Клімат Антипаюти | Клімат Антипаюти | Клімат Антипаюти | Клімат Антипаюти | Клімат Антипаюти | Клімат Антипаюти | Клімат Антипаюти | Клімат Антипаюти | Клімат Антипаюти |
| Показник                | Січ.             | Лют.             | Бер.             | Квіт.            | Трав.            | Черв.            | Лип.             | Серп.            | Вер.             | Жовт.            | Лист.            | Груд.            | Рік              |
| Абсолютний максимум, °C | −2               | 1                | 3                | 7                | 7                | 30               | 32               | 27               | 18               | 11               | 0                | 5                | 32               |
| Середній максимум, °C   | −23              | −23              | −20              | −11              | −3               | 6                | 16               | 12               | 5                | −5               | −14              | −18              | −6               |
| Середня температура, °C | −27,3            | −27,4            | −22,1            | −15,8            | −6,3             | 3,6              | 12,1             | 9,8              | 3,9              | −7,3             | −18,3            | −21,2            | −9,7             |
| Середній мінімум, °C    | −30              | −30              | −26              | −19              | −9               | 1                | 8                | 6                | 1                | −10              | −21              | −26              | −12              |
| Абсолютний мінімум, °C  | −50              | −50              | −45              | −43              | −30              | −8               | 0                | −1               | −7               | −32              | −42              | −50              | −50              |
| Норма опадів, мм        | 15               | 11.8             | 13.1             | 13.9             | 16.5             | 28.5             | 36.6             | 49.8             | 38.6             | 27.5             | 17               | 15.1             | 283.4            |
| Днів з опадами          | 18               | 15               | 17               | 15               | 21               | 16               | 12               | 15               | 20               | 23               | 22               | 22               | 216              |
| Днів з дощем            | 0                | 0                | 0                | 1                | 3                | 11               | 12               | 15               | 14               | 3                | 1                | 0                | 60               |
| Днів зі снігом          | 18               | 15               | 17               | 15               | 19               | 7                | 0                | 0                | 7                | 21               | 21               | 21               | 161              |
| ----------------------- | ---------------- | ---------------- | ---------------- | ---------------- | ---------------- | ---------------- | ---------------- | ---------------- | ---------------- | ---------------- | ---------------- | ---------------- | ---------------- |
| Джерело: Weatherbase    |                  |                  |                  |                  |                  |                  |                  |                  |                  |                  |                  |                  |                  |

## Населення
Населення — 2685 осіб (2017, 2545 у 2010, 2439 у 2002).
Національний склад станом на 2002 рік: ненці — 82 %.

## Транспорт
У селі діє аеропорт, вертольоти авіакомпанії Ямал здійснюють рейси в райцентр Тазовський, села Находка і Гида. У період навігації (з середини липня по кінець вересня) раз на 5 днів ходить теплохід сполученням Салехард — Антипаюта